# Barbara Mittler

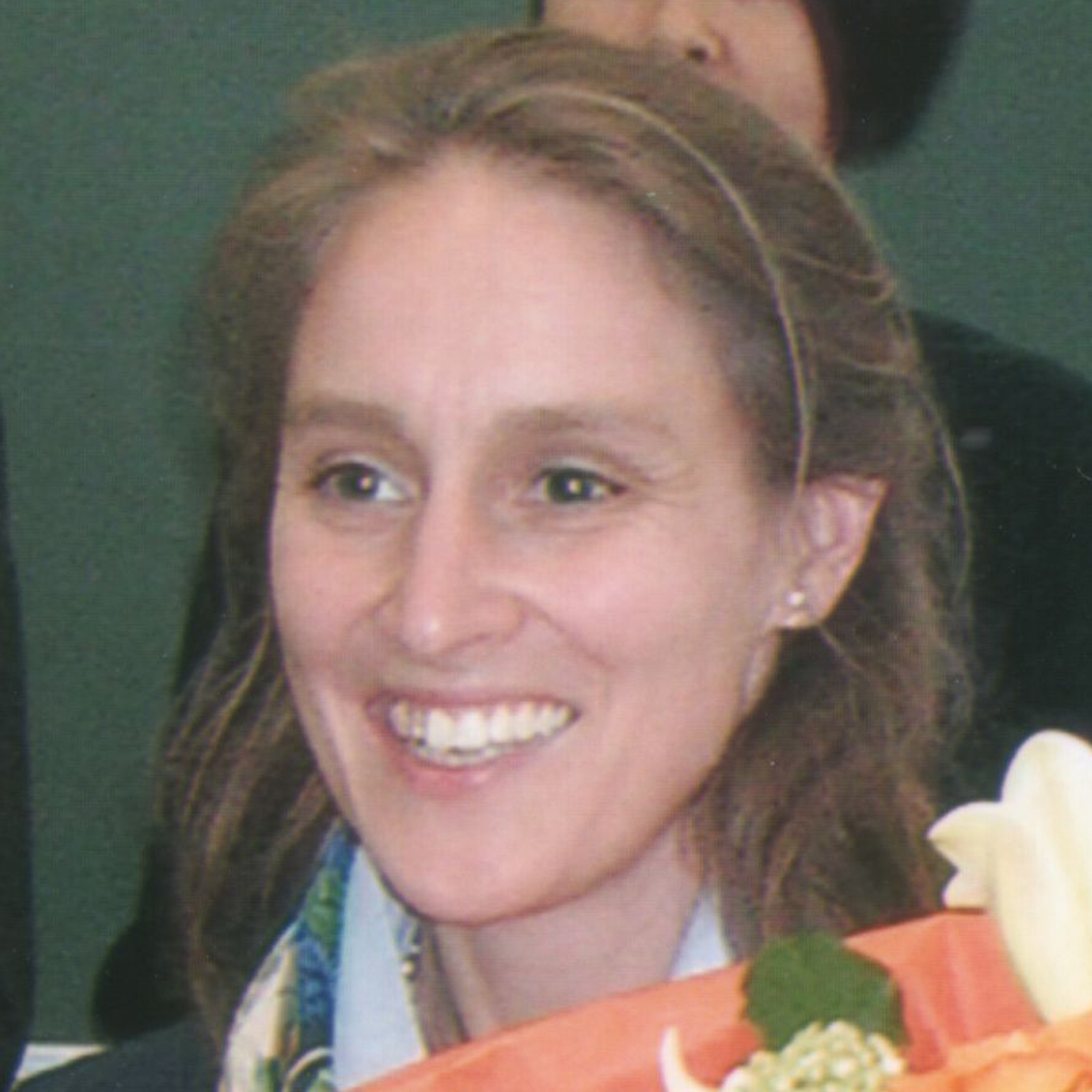
Barbara Mittler (2009)

Barbara Mittler (* 15. Februar 1968 in Hagen) ist eine deutsche Sinologin.

## Leben und Werk
Barbara Mittler, Tochter des Bibliothekars Elmar Mittler und der Flötistin Uta Mittler, studierte Sinologie, Musikwissenschaft und Japanologie an den Universitäten Oxford (B.A. 1990), Heidelberg und Taipeh (Taiwan). Sie wurde 1994 promoviert und habilitierte sich, nach einem Forschungsaufenthalt an der Harvard University, 1998 an der Universität Heidelberg. In den Jahren 2002 bis 2004 war sie Heisenberg-Stipendiatin der Deutschen Forschungsgemeinschaft (DFG). Nach Rufen in die USA (Barnard College, Columbia University) hat sie seit 2004 einen Lehrstuhl für Sinologie an der Universität Heidelberg inne und war bis 2012 Direktorin des Sinologischen Instituts. Sie war Gründungsmitglied des Exzellenzcluster „Asien und Europa im globalen Kontext“ und leitete dort, ab 2007 die Forschungssektion „Öffentlichkeit & Medien“. Seit November 2012 ist sie Co-Direktorin des Exzellenzclusters „Asien und Europa im globalen Kontext“. Mittler wurde 2008 Mitglied der Nationalen Akademie der Wissenschaften Leopoldina, 2013 Mitglied der Heidelberger Akademie der Wissenschaften.
Für ihre Leistungen erhielt Barbara Mittler 2000 den Heinz-Maier-Leibnitz-Preis des Bundesministerium für Bildung und Forschung und der DFG. 2009 wurde Barbara Mittler von der American Philosophical Society mit dem Henry Allen Moe Preis für ihren Aufsatz Popular Propaganda? Art and Culture in Revolutionary China ausgezeichnet. Darin befasst sie sich mit der Frage, weshalb die Propagandaprodukte aus den Zeiten Maos noch heute in China populär sind und wie aus Mao eine mythische Figur wurde. 2013 wurde ihr für ihre Monographie „A Continuous Revolution. Making Sense of Cultural Revolution Culture“ mit dem John K. Fairbank Prize in East Asian History der American Historical Association verliehen.
Barbara Mittler ist verheiratet mit dem Klassischen Philologen Thomas A. Schmitz und hat zwei Söhne.

## Forschungsschwerpunkte
Barbara Mittler forscht zur chinesischen und taiwanesischen Musik-, Literatur- und Kulturgeschichte, zu Enzyklopädien, Comics, historischen und gegenwärtigen Nachrichtenmedien, Satire- und Frauenzeitschriften und beschäftigt sich mit Fragen von Visualität und Geschichtsschreibung. Ihre jüngsten Projekte befassten sich mit Darstellungen von Gandhi und Mao, chinesischen Musikern auf den Bühnen der Welt und Fragen der Periodisierung im transkulturellen Kontext.

## Schriften (Auswahl)
Monographien
- Dangerous Tunes. The Politics of Chinese Music in Hong Kong, Taiwan and the People’s Republic of China since 1949 (= Opera sinologica. 3). Harrassowitz, Wiesbaden 1997 (= Dissertation).
- A Newspaper for China? Power, Identity and Change in Shanghai’s News Media (1872–1912) (= Harvard East Asian Monographs Series. 226). Harvard University Press, Cambridge 2004.
- A Continuous Revolution. Making Sense of Cultural Revolution Culture (= Harvard East Asian Monographs Series. 343). Harvard University Press, Cambridge 2013.
- mit Thomas Maissen: Chronologics: Why China did not have a Renaissance and why that matters—an interdisciplinary Dialogue (= Critical readings in global intellectual history. Band 1). Walter de Gruyter, Berlin/Boston 2018.

Buchprojekte
- Portrait of a Trope: New Women and New Men in Chinese Women’s Magazines, 1898–2008.
- And there is only one Lang Lang…”—Music in China from a Transcultural Perspective.
- No parallel—The Fatherly Bodies of Gandhi and Mao. (mit Sumathi Ramaswamy, Duke University)
- Recorded Soundscapes—the Liu Yuan Collection. Buchprojekt mit Andreas Steen, Aarhus University